# Hội quán Nghĩa Nhuận

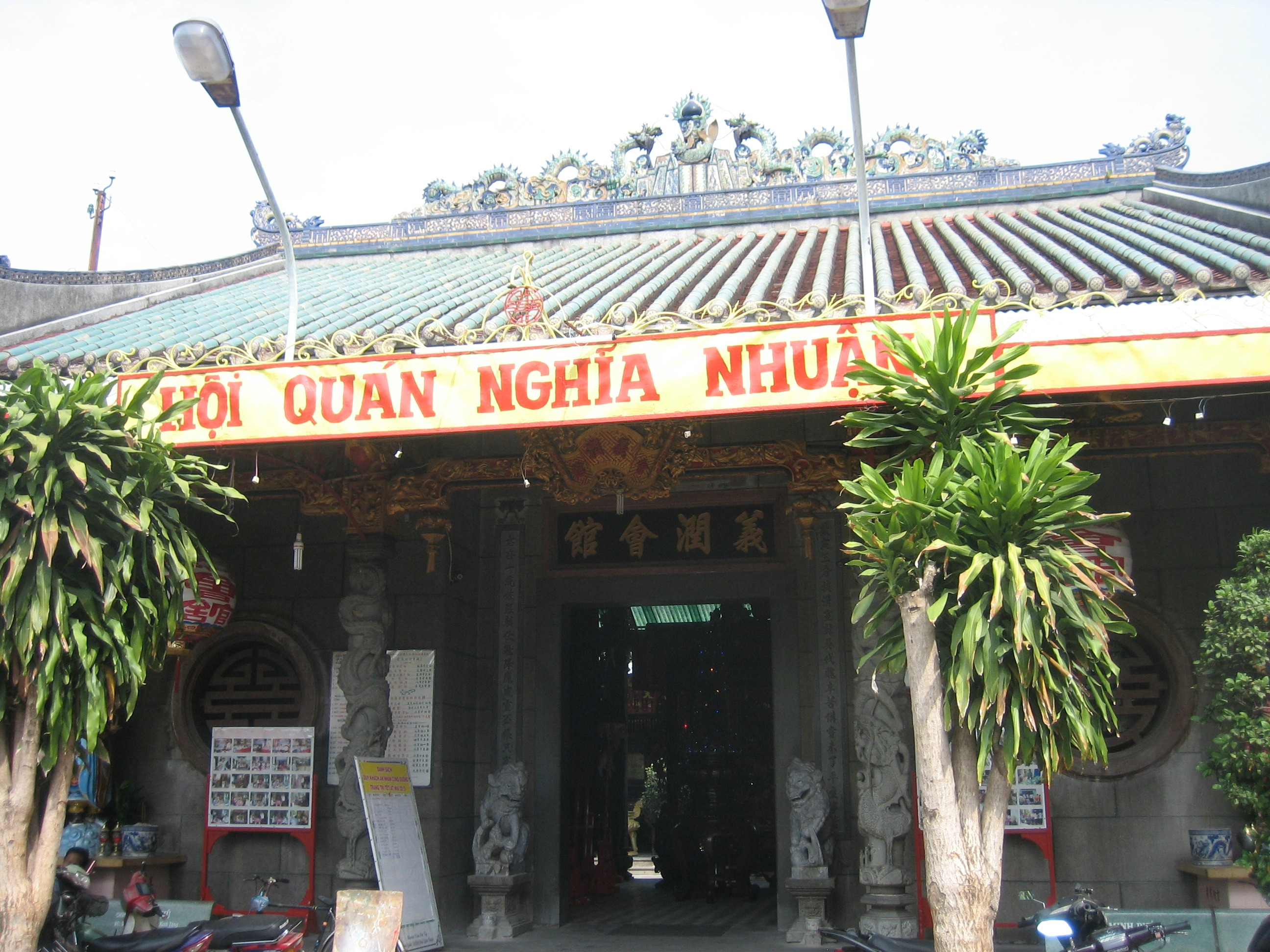
Hội quán Nghĩa Nhuận

Hội quán Nghĩa Nhuận (chữ Hán: 義潤會館), còn được gọi là đình Nghĩa Nhuận hay miếu Quan Đế, là một cơ sở tín ngưỡng tại địa chỉ số 27 đường Phan Văn Khỏe, Phường 13, Quận 5, Thành phố Hồ Chí Minh.

## Lịch sử
Hội quán nguyên là đình của thôn Tân Nhuận, một thôn thuộc tổng Tân Phong Trung, huyện Tân Long, phủ Tân Bình, tỉnh Gia Định xưa. Năm 1853, Thần hoàng bổn cảnh của làng được vua Tự Đức ban tặng sắc phong. Đến thời Pháp thuộc, đình trở thành hội quán của người Minh Hương nên được gọi là Nghĩa Nhuận hội quán. Theo học giả Vương Hồng Sển, hội quán Nghĩa Nhuận được ông Đỗ Hữu Phương lập vào năm 1872, được trùng tu vào các năm 1879, 1894, 1906 và 1911.
Năm 1940, hội quán được tái thiết và xây dựng thêm phần chính điện và tiền điện, còn ngôi đình cũ được lấy làm hậu từ. Mặt tiền được tạo dựng bằng tác phẩm đá chạm khắc của các thợ đá Bửu Long, và các bờ nóc, bờ dải, các mảng được trang trí bằng sản phẩm gốm mỹ nghệ Biên Hòa.
Năm 1993, hội quán Nghĩa Nhuận được xây dựng thêm tam quan và hai dãy nhà dọc hai bên sân trước và đắp nhiều tượng xi măng. Ngày 7 tháng 1 năm 1993, hội quán được Bộ Văn hóa (nay là Bộ Văn hóa, Thể thao và Du lịch) xếp hạng di tích kiến trúc nghệ thuật cấp quốc gia.

## Kiến trúc
Hiện nay đình Nghĩa Nhuận gồm hai khu nhà riêng biệt trên khuôn viên khoảng 2.000 m². Phần trước gồm các điện thờ, thiên tỉnh và hai dãy nhà phụ hai bên. Phía sau là nghĩa từ và các khu nhà phụ. Công trình đặc biệt nổi bật với các tác phẩm nghệ thuật chạm gỗ phong cách Việt Nam vào nửa cuối thế kỷ 19 và nửa đầu thế kỷ 20.

## Thờ tự
Đối tượng thờ chính tại đây là Quan Thánh đế quân. Tượng Quan Thánh bằng gỗ cao khoảng 80 cm được đặt ở khám thờ chính giữa trong cùng chính điện. Bên trái khám thờ Quan Thanh đế quân là gian thờ Thần Thành Hoàng bổn cảnh, bên phải thờ Thiên Hậu Thánh mẫu. Tại tiền điện, một bên thờ Tả thần quan và ngựa Xích Thố, bên kia thờ Hữu thần quan và Chiến sĩ trận vong.
Hàng năm, ở đây có 3 lễ lớn:
- Vía Quan Thánh đế quân hiển thánh (24 tháng 6 Âm lịch)
- Lễ Kỳ yên (17 tháng 8 Âm lịch)
- Lễ cúng Bà Thiên Hậu (23 tháng 3 Âm lịch).[6]

Các yếu tố của Hội quán Nghĩa Nhuận, từ đối tượng thờ tự, kiểu kiến trúc mỹ thuật đến nghi lễ được nhận xét là thể hiện rõ nét sự hòa trộn văn hóa Việt và văn hóa Hoa. Lễ Kỳ Yên thực hành nghi thức cúng đình, còn lễ Vía Bà Thiên Hậu có năm mời nghệ nhân hát bóng rỗi đến múa mâm vàng, múa dâng bông và diễn tuồng Địa Nàng.